# Elsie (Nebraska)
Elsie és una població dels Estats Units a l'estat de Nebraska. Segons el cens del 2000 tenia 139 habitants.

## Demografia
Segons el cens del 2000, Elsie tenia 139 habitants, 57 habitatges, i 38 famílies. La densitat de població era de 315,7 habitants per km².
Dels 57 habitatges en un 36,8% hi vivien nens de menys de 18 anys, en un 61,4% hi vivien parelles casades, en un 7% dones solteres, i en un 31,6% no eren unitats familiars. En el 31,6% dels habitatges hi vivien persones soles el 15,8% de les quals corresponia a persones de 65 anys o més que vivien soles. El nombre mitjà de persones vivint en cada habitatge era de 2,44 i el nombre mitjà de persones que vivien en cada família era de 3,08.
Per edats la població es repartia de la següent manera: un 29,5% tenia menys de 18 anys, un 6,5% entre 18 i 24, un 24,5% entre 25 i 44, un 24,5% de 45 a 60 i un 15,1% 65 anys o més.
L'edat mediana era de 40 anys. Per cada 100 dones de 18 o més anys hi havia 88,5 homes.
La renda mediana per habitatge era de 43.000 $ i la renda mediana per família de 50.625 $. Els homes tenien una renda mediana de 30.750 $ mentre que les dones 15.833 $. La renda per capita de la població era de 22.813 $. Aproximadament el 5,9% de les famílies i el 4,7% de la població estaven per davall del llindar de pobresa.

## Poblacions més properes
El següent diagrama mostra les poblacions més properes.